# Haematommataceae
Haematommataceae es una familia de líquenes del orden Lecanorales presente en climas templados y tropicales de todo el mundo. Los representantes del único género de esta familia suelen desarrollar un talo crustáceo pero es común que sea escamoso. La reproducción sexual tiene lugar solo por parte del hongo simbionte a partir de ascas producidas en apotecios que pueden ser sésiles o incluidos en el córtex. El himenio del apotecio tiene un característico color rojizo con parafisis y ascas claviformes que dan lugar a ocho ascosporas fusiformes 3 a 25 veces septadas. La reproducción asexual es común en forma de soredios en todo el grupo permitiendo la diseminación de hongo y alga.